# Agripa (filósofo)
Para outros usos, ver Agripa (desambiguação)
Agripa (em grego: Ἀγρίππας) foi um filósofo cético que provavelmente viveu no final do Século Primeiro, cerca de 300 anos depois de Pirro.
É considerado autor dos "Cinco caminhos da dúvida" ou Tropos pirrônicos (em griego:τρόποι), que pretendem estabelecer a impossibilidade do conhecimento seguro.

## Os cinco tropos
São descritos por Sexto Empírico em sua obra Esboços pirrônicos. De acordo com Sexto, são atribuídos aos "mais recentes céticos" e, por via de Diógenes Laércio, sua autoria é atribuída a Agripa.
Os tropos são:
- Dissensão: A incerteza das regras sociais e das opiniões dos filósofos.
- Progressão ad infinitum: Toda prova deve ser demonstrada e assim em diante, até o infinito.
- Relação: Todas as coisas mudam quando as relações entre elas mudam ou quando são observadas de pontos de vista distintos.
- Suposição: A afirmação da verdade é uma mera hipótese.
- Circularidade: A verdade afirmada supõe um círculo vicioso.